# 路易斯·劳尔
路易斯·劳尔（西班牙語：Luis Raúl Martínez, Luis Raúl，1962年3月6日—2014年2月2日），是一名波多黎各演员、主持人。
他出生于波多黎各庞塞，并在1983年开始演艺生涯，最初从喜剧起家。2014年2月2日，他因为肺炎去世，享年51岁。

## 其他链接
- 路易斯·劳尔在互联网电影资料库（IMDb）上的資料（英文）